# Коханець леді Чаттерлей (фільм, 2015)
Коханець леді Чаттерлі (англ. Lady Chatterley's Lover) — британський драматичний телефільм 2015 року, в якому знялися Голлідей Грейнджер, Річард Медден та Джеймс Нортон. Це адаптація режисера Джеда Меркуріо однойменного роману Д. Г. Лоуренса 1928 року. Прем'єра фільму відбулася 6 вересня 2015 року на телеканалі BBC One.

## Сюжет
Леді Констанс Чаттерлей насолоджується щасливим шлюбом з аристократом сером Кліффордом Чаттерлеєм, поки він не був важко поранений в бою під час Першої світової війни. Прикований до інвалідного візка і недієздатний Кліффорд стає віддаленим, і Констанс знаходить затишок у компанії задумливого, самотнього охоронця маєтку Олівера Меллорса. У Британії 20-х років соціальний розрив між вищим класом та їх слугами був непорушним: роман між дамою та прислугою викликав би скандал у суспільстві та міг стати причиною вигнання їх обох. Леді Чаттерлей повинна вибирати між пристойністю та любов'ю, тоді як Меллорс ризикує своєю безпекою, оскільки вони обоє прагнуть уникнути зростаючих підозр її ревнивого та мстивого чоловіка.

## У ролях
| Актор              | Роль               |
| ------------------ | ------------------ |
| Голлідей Грейнджер | леді Чаттерлей     |
| Річард Медден      | Олівер Меллорс     |
| Джеймс Нортон      | Кліффорд Чаттерлей |
| Джоді Комер        | Айві Болтон        |